# Louis Menand
Pour les articles homonymes, voir Menand.
Louis Menand, né le 21 janvier 1952 à Syracuse (État de New York), est un éminent universitaire et écrivain américain surtout connu pour son livre paru en 2001 The Metaphysical Club qui a reçu le prix Pulitzer d'histoire et qui dépeint l’histoire intellectuelle et culturelle des États-Unis de la fin du XIXe siècle et du début du XXe siècle.

## Biographie

### Jeunesse
Menand nait à Syracuse dans l'État de New York et passe sa jeunesse près de Boston, Massachusetts. Sa mère est historienne, et a écrit une biographie de Samuel Adams. Son père Louis Menand III, enseigne  les Sciences politiques au Massachusetts Institute of Technology. Ses grand-père et arrière-grand-père possédaient la Maison Louis Menand, listée dans le Registre national des lieux historiques de 1985.
Après son B.S. du Pomona College, Menand entre à la faculté de droit de Harvard pour une année scolaire  (1973-1974) avant  d’aller préparer son Ph.D. d'anglais à l'université Columbia. Il obtient son Ph.D. en 1980.

### Publications
Menand enseigne ensuite à l'université de Princeton et occupe des postes de direction à  The New Republic et au The New Yorker. Il enseigne comme professeur d’anglais à l’université de la ville de New York avant d’accepter un poste à Harvard en 2003. 
En 1987 Menand publie son premier livre  Discovering Modernism: T. S. Eliot and His Context. Son second ouvrage, The Metaphysical Club: A Story of Ideas in America, contient des biographies de Oliver Wendell Holmes, Jr., William James, Charles Sanders Peirce, et John Dewey. Il reçoit le prix Pulitzer, le prix Francis Parkman, et le prix Heartland pour les œuvres non romanesques. En 2002, Menand publie American Studies, un recueil d’essais sur des personnalités éminentes de la culture nord américaine. 
Menand est professeur d’anglais et de littérature américaine à l'université Harvard.  Son domaine principal de recherche est l’histoire culturelle américaine des XIXe et XXe siècles. Il écrit entre autres pour le  The New Yorker, et  The New York Review of Books.